# Kecamatan Gondang (distrikt i Indonesien, Jawa Timur, lat -7,67, long 112,49)
Kecamatan Gondang är ett distrikt i Indonesien.   Det ligger i provinsen Jawa Timur, i den västra delen av landet, 600 km öster om huvudstaden Jakarta.